# Klick
Klick es un término militar corriente en inglés, que cuando se refiere a la distancia significa kilómetro. Su uso se generalizó entre los soldados estadounidenses en la Guerra de Vietnam durante la década de 1960, aunque algunos veteranos de guerra afirman que se utilizaba incluso en la década de 1950. Este término es de origen desconocido. Se piensa que es un ejemplo de pronunciación condensada o contracción de la palabra «kilómetro», aunque hay otras teorías.[cita requerida]
El término klick, a pesar de su origen extranjero, está relativamente extendido, por ejemplo, en las traducciones al español de la ficción relacionada con el ejército, como la ciencia ficción militar.[cita requerida]
Click (con la misma pronunciación pero escrito con «c» en vez de «k») es otro término militar que significa un minuto de arco; se usa por ejemplo cuando se ajusta la mira de un arma, como un fusil.